# Savona F.B.C. 1907
Il Savona Foot Ball Club 1907, meglio nota come Savona (in savonese Sann-a), è una società calcistica italiana con sede nella città di Savona. Nel campionato 2024-2025 ha militato in Prima Categoria, la settima divisione del campionato italiano, ottenendo in anticipo il passaggio in Promozione, la sesta divisione del campionato italiano, per il campionato successivo 2025-2026.
Fondata nel 2023 con denominazione Città di Savona, prosegue de facto la tradizione sportiva iniziata nel 1907 in seno alla Fratellanza Ginnastica Savonese e poi transitata attraverso vari soggetti societari, ultimo dei quali l'A.S.D. Pro Savona Calcio, cessata sempre nel 2023 dopo essere subentrata nel 2020 al Savona F.B.C., a sua volta fallito. Nel 2024 il Città di Savona ha formalmente riacquisito il marchio storico del club e i relativi diritti di denominazione.
Vanta quale maggior successo due partecipazioni alla massima serie italiana negli anni 1920, in epoca antecedente all'introduzione del girone unico, dopo la quale gli striscioni (come sono soprannominati) sono giunti a militare fino alla Serie B. Il palmarès annovera una vittoria in Coppa Italia Dilettanti.

## Storia

### La fondazione e la Prima Divisione
La società calcistica venne costituita il 20 giugno 1907, come "Sezione Giuochi" della Fratellanza Ginnastica Savonese, su iniziativa di Cesare Lanza e Nicolò Pessano. Dalla Fratellanza Ginnastica furono mutuati i colori sociali bianco e blu, declinati a "striscioni" verticali.
La squadra partecipò al suo primo campionato nel 1910, nel girone finale ligure di Terza Categoria, dove arrivò seconda alle spalle della terza squadra dell'Andrea Doria (erano le uniche due formazioni finaliste). Dopo essere stata eliminata nella fase di qualificazione alla Prima Categoria 1912-1913 dal Racing Libertas, disputò la Promozione 1912-1913, la Serie B di allora, e al termine della stagione il club fu ammesso nella massima serie dell'epoca. Nel 1914 acquisì il nome di Savona Foot Ball Club e fino al 1921 militò sempre nel girone ligure di Prima Categoria, senza però mai qualificarsi alla fase finale.
Nel 1920, alla VII Olimpiade ad Anversa, il savonese Rinaldo Roggero fu il primo calciatore biancoblù della storia a giocare in Nazionale, nella vittoriosa partita vinta dagli Azzurri per 2-1 contro la Norvegia.
Nel 1921 il Savona fu tra le 24 società del nord che si separarono dalla FIGC e fondarono un campionato tutto loro, la Prima Divisione CCI, cui aderirono in seguito anche tutte le squadre del centro-sud. Il campionato 1921-1922 fu discreto per la compagine ligure, che ottenne il nono posto nel Girone B della Lega Nord di Prima Divisione C.C.I. Il piazzamento bastò per restare in massima serie anche nella stagione successiva senza passare per gli spareggi.

### L'altalena fra Seconda Divisione e Serie C
Il campionato di Prima Divisione Lega Nord 1922-1923, a causa della riunificazione tra F.I.G.C. e C.C.I., fu giocato a 36 squadre invece che a 24. Per tornare subito a 24, la Federazione decise che le ultime quattro di ogni girone sarebbero retrocesse in Seconda Divisione e che non ci sarebbe stata alcuna promozione in Prima Divisione. Il Savona venne inserito nel Girone C, ma terminò il campionato all'ultimo posto e retrocesse in Seconda Divisione, dove rimase per tre stagioni.
Al termine del campionato 1925-1926 venne promossa in Prima Divisione che, in seguito alla Carta di Viareggio del 1926, era stata appena declassata a Serie Cadetta. Restò in Prima Divisione anche negli anni successivi e al termine della stagione 1928-1929 non si qualificò per i nuovi campionati nazionali. Sfiorò la promozione in Serie B nel 1931-1932 (3º nel girone finale B), 1933-1934 (2º nel girone finale D) e nel 1938-1939 (4º nel girone finale A). Dalla stagione 1935-1936 la Prima Divisione aveva cambiato nome in Serie C.
Nel campionato 1939-1940 la squadra ottenne la promozione in Serie B: dopo aver vinto il girone eliminatorio D con 42 punti, arrivò seconda nel girone finale A e tornò così in Cadetteria dopo oltre 10 anni di assenza. Restò in Serie B per cinque stagioni consecutive dal 1940-1941 al 1946-1947 (il campionato 1943-1944 non si giocò a causa della seconda guerra mondiale), sfiorando la promozione in Serie A nella stagione del debutto 1940-1941, quando arrivò quarta. Al termine del campionato 1947-1948 retrocesse in Serie C.
Rimase in Serie C fino alla stagione 1951-1952 quando, in seguito a una riforma dei campionati che trasformò la Serie C in un campionato a girone unico, la squadra retrocesse in IV Serie. Il primo campionato in IV Serie fu disastroso per il Savona, che addirittura arrivò ultimo nel proprio girone e retrocesse in Promozione Regionale.

### La Serie B 1966-1967 e il declino

Un giovane Giuseppe Furino a Savona nella stagione 1966-1967

Dopo alcuni anni trascorsi nei Campionati Regionali, la squadra riuscì a tornare prima in Serie D e poi, al termine della stagione 1958-1959, in Serie C. Restò in terza divisione fino alla stagione 1965-1966 quando, arrivando prima nel girone A, tornò in Serie B dopo oltre 20 anni di assenza. Era il Savona di Giovanni Gadolla, presidente che allestì una squadra molto competitiva, ma che morì a causa di un infarto l'8 maggio 1966, proprio mentre assisteva alla terzultima partita di campionato contro il Marzotto, una settimana prima della storica promozione.
Il ritorno in cadetteria durò però solo una stagione, poiché i biancoblù, a seguito di una sconfitta esterna contro il Catania all'ultima di campionato, si classificarono in quartultima posizione, sfortunatamente proprio nella stagione in cui le retrocessioni in Serie C erano state portate da tre a quattro. Ciò avvenne nonostante la presenza in rosa di elementi di spicco quali gli emergenti Pierino Prati e Giuseppe Furino, gli esperti Eugenio Fascetti, Glauco Gilardoni e Giobatta Zoppelletto, oltre ad alcuni risultati prestigiosi quali le due vittorie nei due derby regionali al Bacigalupo contro Sampdoria e Genoa (entrambi decisi da Gilardoni) 
e un eclatante 5-1 sul Modena.

Il Savona della stagione 1978-1979 capitanato da Pierino Prati

Negli anni successivi il club disputò diverse stagioni in Serie C per poi retrocedere, nel 1973-1974, in Serie D. Tornato tra i professionisti nel 1978-1979, in quella che nel frattempo era divenuta la Serie C2, vi rimase fino al 1986. Tra i giocatori che militarono nel Savona in quel periodo spiccano i nomi dei giovanissimi Marcello Lippi (stagione 1969-1970) e Walter Zenga e Pierino Prati, quest'ultimo a fine carriera. (campionato 1979-1980).
Dalla stagione 1986-1987 il club incominciò ad attraversare un periodo di crisi, caratterizzato da fallimenti societari e rifondazioni, in cui giocò sempre nelle serie dilettantistiche. In quegli anni la squadra riuscì tuttavia a vincere il suo primo e unico trofeo nazionale, la Coppa Italia Dilettanti nel 1991, battendo nella finale Interregionale l'Avezzano Calcio dopo i calci di rigore e nella finalissima la Sestrese, per poi sfiorare l'anno successivo la Serie C, persa di nuovo ai calci di rigore negli spareggi promozione con l'Oltrepò. Ritornato finalmente in Serie C2 nel 2002, vi rimase solo due stagioni, retrocedendo nuovamente in Serie D nel 2004 ed evitando un'ulteriore retrocessione in Eccellenza nel 2006 grazie al ripescaggio conseguente al piazzamento nei play-out.

### La Lega Pro e il ritorno tra i dilettanti
Il 18 aprile 2010 il Savona viene matematicamente promosso in Lega Pro Seconda Divisione ma nel primo anno del ritorno tra i professionisti manca il raggiungimento dei play-off a causa di una penalizzazione e nella stagione 2011-2012 sfuma la possibilità del ripescaggio in Prima Divisione per irregolarità: le difficoltà economiche divengono via via più pesanti fino a che il Tribunale di Savona dichiara nuovamente il fallimento della società. A salvare le sorti del Savona ci pensa però l'imprenditore Aldo Dellepiane che rileva la società.
Nella stagione successiva il Savona viene promosso in Lega Pro Prima Divisione, a 39 anni dall'ultima partecipazione alla terza serie. L'anno seguente la squadra disputa un altro ottimo campionato arrivando a conquistare i play-off per la Serie B: dopo aver superato il Vicenza, i biancoblù vengono però fermati dalla Pro Vercelli nelle semifinali. Nel campionato 2014-2015, a seguito di un notevole ridimensionamento della rosa, si salva dalla retrocessione vincendo lo spareggio dei play-out con il Gubbio.
L'anno successivo a causa del coinvolgimento nel Calcioscommesse e per inadempienze finanziarie, la società viene penalizzata per un totale di 14 punti che risulteranno decisivi per la retrocessione in Serie D. Con il ritorno tra i dilettanti si chiude anche l'era Dellepiane e la società viene ceduta all'imprenditore genovese Cristiano Cavaliere con cui il Savona disputa tre campionati di Serie D, ma nonostante una finale ed una semifinale play-off manca il salto di categoria. La presidenza Cavaliere termina il 31 luglio 2019, con il passaggio della società ad una cordata di imprenditori milanesi guidata dai dirigenti sportivi Roberto Patrassi e Cristian Papa. Quest'ultimo passaggio si rivela tuttavia fatale per il Savona, poiché nell'estate seguente la proprietà per motivi economici non riesce ad iscrivere la squadra al campionato e viene successivamente dichiarata fallita.
Durante l'estate dello stesso anno l'ex presidente Enzo Grenno crea una nuova società denominata A.S.D. Pro Savona Calcio con l'intento di proseguire la storia del sodalizio sportivo striscione ripartendo dal campionato di Prima Categoria. L'esistenza di tale sodalizio si rivela effimera: dopo tre stagioni infruttuose a livello di prima squadra e tre passaggi di proprietà, nell'estate 2023 il Pro Savona non si reiscrive al campionato.
Per non lasciare la città senza calcio, nel marzo 2023 viene costituita, con la concreta partecipazione di una parte dei sostenitori, una nuova società denominata A.S.D. Città di Savona che ottiene l'iscrizione in Prima Categoria. Ai primi del 2024, il Città di Savona riesce a riacquisire il marchio Savona F.B.C. e a luglio dello stesso anno il Savona FBC 1907 riprende la denominazione storica a livello ufficiale. A maggio 2025 il Savona vince il campionato, ed anche il titolo regionale, di Prima Categoria e sale in Promozione.

## Colori e simboli

### Colori
I colori del Savona, mutuati dalla Fratellanza Ginnastica Savonese, sono il bianco e il blu, che nella maglia interna vengono disposti a strisce verticali.

### Simboli ufficiali

#### Stemma
Lo storico stemma sociale è costituito da un ancile palato bianco-blu, con una fascia trasversale ricurva di colore bianco contenente la denominazione societaria a caratteri stampatelli blu. Nella parte bassa è collocata una riproduzione stilizzata dello stemma araldico della città di Savona.
Allorché nel 2023 il Città di Savona non ha potuto disporre del suddetto emblema, ha adottato uno stemma transitorio, nelle forme di uno scudetto con il disegno stilizzato dello skyline della città.

Lo stemma in uso fino al 2020 e poi ripreso nel 2024
Lo stemma in uso nell'epoca Pro Savona, dal 2020 al 2023

#### Inno
Il primo inno del Savona è stato Bianco Blu (1967), successivamente viene adottato Forza Nuovi Biancoblu (1979) della Foot Band & Co. ed infine Alé Savona (2007) di Rosario Bacchi (Rosario Bacchi/Ivano Nicolini).

#### Mascotte
Dal 2011 la squadra ha anche una mascotte ufficiale, il delfino Frisceu (che in dialetto savonese significa frittella), il cui nome è stato scelto dai tifosi attraverso un sondaggio popolare.

## Strutture

### Stadio

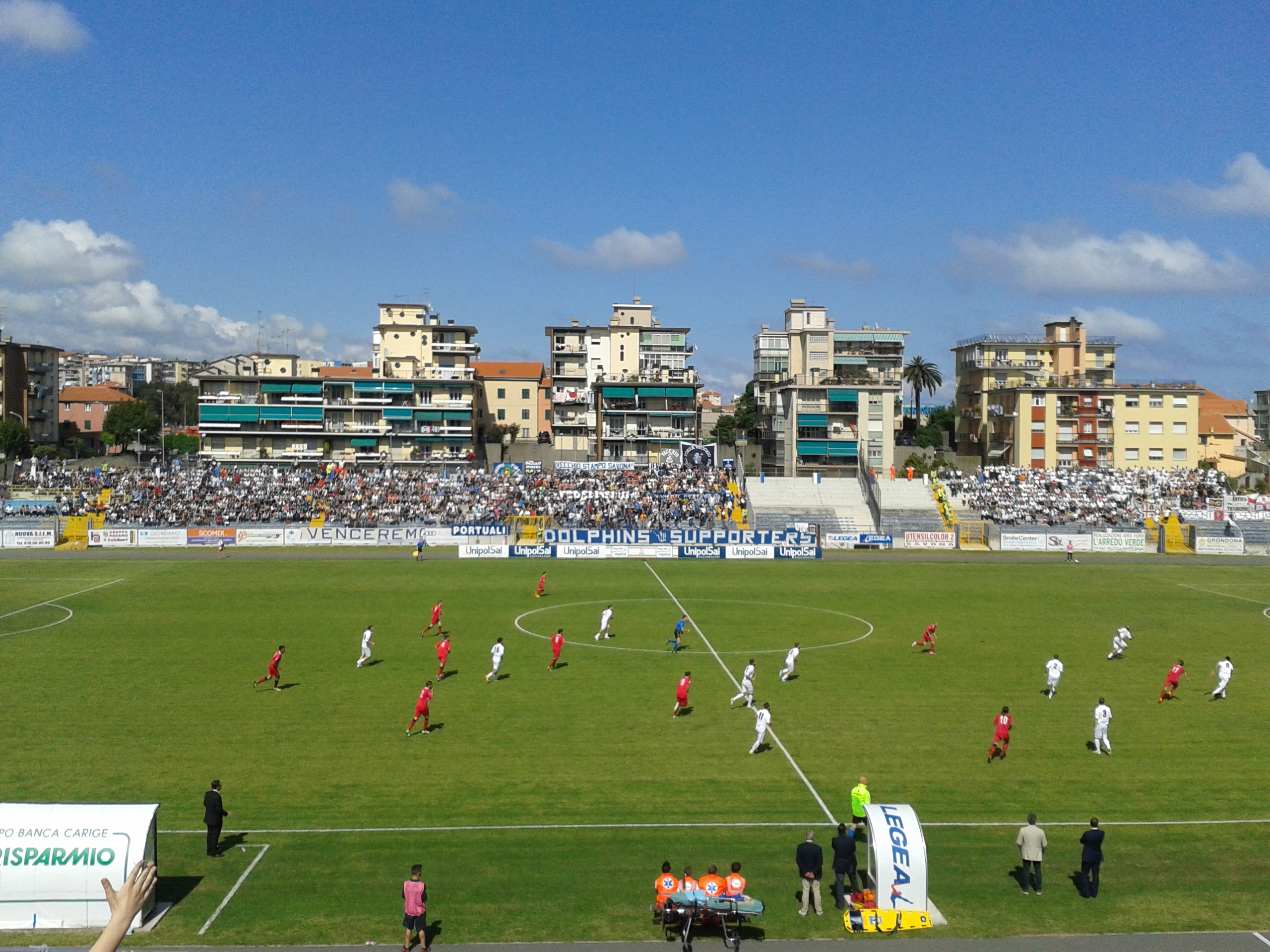
Scorcio dello stadio Valerio Bacigalupo durante la semifinale play-off di Lega Pro Prima Divisione 2013-2014 fra Savona e Pro Vercelli

Il primo campo del Savona, dove i giocatori svolgevano gli allenamenti, fu la Piazza d'armi della città ligure. Il 16 aprile 1911 fu inaugurato il campo di via Frugoni, di proprietà delle Distillerie italiane, che subì una consistente opera di restyling in occasione della prima partecipazione del Savona al campionato di prima Categoria (1913), in cui la squadra giocò fino al 1927. Successivamente i biancoblù si spostarono nel campo di corso Ricci, che li ospitò per 39 anni.
Nel 1959 avvenne infine l'ultimo trasferimento allo stadio Valerio Bacigalupo, intitolato alla memoria del portiere scomparso il 4 maggio 1949 nella tragedia di Superga che coinvolse il "Grande Torino". Lo stadio, inaugurato il 6 settembre 1959 con un'amichevole tra il Savona e il Torino terminata con la vittoria dei granata per 3 a 0, aveva allora una capienza di 20 000 spettatori. Nel corso degli anni e per sottostare alle mutevoli norme sulla sicurezza, la sua capienza è stata ridotta fino a 4 000 spettatori.
A seguito del fallimento del Savona F.B.C. nel 2020, cessata forzosamente la convenzione in essere, la gestione dello stadio viene ridata al Comune, restando per tre anni in stato di semiabbandono: il Pro Savona e il Città di Savona dovettero quindi giocare in altri impianti della Liguria. Nel 2023 la gestione dello stadio è stata assegnata a un club minore della città (Amatori Savona) e al locale sodalizio rugbistico (Savona Rugby).

## Società

### Organigramma societario
- Alain Milani - Presidente
- Nadia De Marchi - Vicepresidente
- Massimo Piperissa - Direttore Generale
- Adamo Agostino - Consigliere
- Enrico Santucci - Consigliere
- Fabrizio Pongilione - Segretario Generale
- Alessandro Viani - Consigliere

### Sponsor
| Cronologia degli sponsor tecnici - 2006-2009 Macron - 2009-2012 Joma - 2012-2013 HS Football - 2013-2014 Legea - 2014-2015 Macron - 2015-2020 Legea - 2020-2022 Erreà - 2022-2023 Macron - 2023- Joma |

## Allenatori e presidenti
- 1907-1919  Giovanni Battista Tarò
- 1919-1922  Jenő Károly
- 1922-1928  Lajos Dimény
- 1928-1930  Guglielmo Decaroli
- 1930-1931  Vincenzo Resegotti
- 1931-1933  Imre Payer
- 1933-1938  Rinaldo Roggero
- 1938-1939  Virgilio Felice Levratto (allen.-gioc.)
- 1939-1940  Árpád Hajós e  Rinaldo Roggero (D.T.)
- 1940-1941  György Orth
- 1941-1942  György Orth
 Ernesto Tomasi
- 1942-1943  Ernesto Tomasi
- 1943-1945 inattività per cause belliche
- 1945-1946  Virgilio Felice Levratto
- 1946-1947  Rinaldo Roggero
 Virgilio Felice Levratto
- 1947-1948  Renato Cattaneo e  Agostino Bertolotto
- 1948-1949  Agostino Bertolotto
- 1949-1950  Agostino Bertolotto
 José Volante
- 1950-1952  Angelo Bacigalupo
- 1952-1953  Virgilio Felice Levratto
- 1953-1954  Mario Dante e  Antonio Parodi (D.T.)
- 1954-1955  Mario Dante e  Agostino Bertolotto (D.T.)
- 1955-1956  Giuseppe Madini
- 1956-1957  Andrea Verrina
- 1957-1960  Felice Pellizzari
- 1960-1961  Felice Pellizzari
 Felice Pellizzari e  Zilizy (D.T.)
- 1961-1963  Zeffiro Furiassi
- 1963-1964  Zeffiro Furiassi (1ª-11ª)
 Pietro Pasinati (12ª-34ª)
- 1964-1965  Angelo Rosso
- 1965-1966  Angelo Rosso (1ª-10ª)
 Manlio Bacigalupo (11ª-34ª)
- 1966-1967  Ercole Rabitti
 Vincenzo Occhetta
- 1967-1968  Vincenzo Occhetta (1ª-10ª)
 Giuseppe Baldini (11ª-38ª)
- 1968-1969  Giuseppe Baldini (1ª-19ª)
 Vincenzo Rigamonti (20ª-38ª)
- 1969-1970  Vincenzo Rigamonti
- 1970-1971  Evaristo Malavasi
- 1971-1972  Evaristo Malavasi (1ª-8ª)
 Ezio Volpi (9ª-38ª)
- 1972-1973  Ezio Volpi
- 1973-1974  Carlo Tagnin (1ª-9ª)
 Giacomo Persenda (10ª-38ª)
- 1974-1975  Giacomo Persenda (1ª-5ª)
 Piero Cucchi e  Felicino Pelizzari (allen.-gioc.) (6ª-34ª)
- 1975-1976  Luigi Bodi
 Gianni Gennari
- 1976-1977  Omero Tognon (1ª-17ª)
 Renato Agosti (18ª-34ª)
- 1977-1978  Valentino Persenda
- 1978-1979  Renato Agosti
 Valentino Persenda
- 1979-1980  Marcos Locatelli[25]
- 1980-1981  Marcos Locatelli (1ª-6ª)
 Giorgio Canali (7ª-34ª)
- 1981-1982  Piero Cucchi
- 1982-1983  Piero Cucchi
 Ezio Caboni
- 1983-1984  Giorgio Canali
- 1984-1985  Paolo Tonelli (1ª-3ª)
 Franco Viviani (4ª-34ª)
- 1985-1986  Giovanni Sacco (1ª-17ª)
 Amilcare Ferretti (18ª-?ª)
 Giovanni Sacco (?ª-34ª)
- 1986-1987  Dino Binacchi
- 1987-1988  Vittorio Panucci
 Mauro Della Bianchina (allen.-gioc.)
- 1988-1989  Mauro Della Bianchina
- 1989-1990  Mauro Della Bianchina
 Luigino Vallongo
- 1990-1991  Luigino Vallongo
- 1991-1992  Corrado Orcino
- 1992-1993  Corrado Orcino
 Miro Zunino (da febbraio)
- 1993-1994  Mauro Della Bianchina
- 1994-1996  Flavio Ferraro
- 1996-1997  Giovanni Mialich
 Leo Cusimano
- 1997-1998  Ghillino
 Bruno Caneo (da novembre)
- 1998-1999  Flavio Ferraro
- 1999-2000  Antonio Sassarini (1ª-21ª)
 Flavio Ferraro (22ª-30ª)
- 2000-2001  Flavio Ferraro (1ª-10ª)
 Felice Tufano (11ª-34ª)
- 2001-2004  Felice Tufano
- 2004-2005  Giuseppe Cavallaro
- 2005-2006  Gianfranco Pusceddu
 Leo Andrian
 Marco Rossinelli
 Leo Andrian e  Roberto Canepa
- 2006-2007  Giancarlo Riolfo
- 2007-2008  Luca Monteforte (1ª-7ª)
 Costanzo Celestini (8ª-14ª)
 Paolo Viviani (15ª-34ª)
- 2008-2009  Roberto Biffi (1ª-4ª)
 Enrico Bortolas (5ª-32ª)
- 2009-2010  Salvatore Jacolino
- 2010-2011  Gennaro Ruotolo (1ª-10ª)
 Luciano Foschi (11ª-32ª)
- 2011-2014  Ninni Corda
- 2014-2015  Arturo Di Napoli (1ª-17ª)
 Antonio Aloisi (18ª-27ª)
 Giancarlo Riolfo (28ª-38ª e play-out)
- 2015-2016  Giancarlo Riolfo (1ª-26ª)
 Maurizio Braghin (27ª-34ª)
- 2016-2017  Maurizio Braghin (1ª-4ª)
 Alessandro Siciliano (5ª-34ª e play-off)
- 2017-2018  Luca Tabbiani (1ª-11ª)
 Marcello Chezzi (12ª-34ª)
- 2018-2019  Alessandro Grandoni
- 2019-2020  Alessandro Siciliano (1ª-7ª)
 Luciano De Paola (8ª-25ª)
- 2020-2021  Cristian Cattardico
- 2021-2022  David Balleri (1ª-16ª)
 Maurizio Podestà (17ª-26ª)
- 2022-2024  Ermanno Frumento
- 2024  Roberto Biffi
- 2024-2025  Fabrizio Monte (1ª-5ª)
 Emanuele Cola (6ª-)

- 1907-1913  Cesare Lanza
- 1913-1919  Mario Truffi
- 1919-1926  Gio Batta Serra
- 1926-1928  Alessandro Lessona
- 1928-1930  Nemesio Beltrame
- 1930-1933  Guido Gambarella
- 1933-1935  Giorgio Noceti
- 1935-1938  Guido Gambarella
- 1938-1939  Nemesio Beltrame
- 1939-1941  Giorgio Noceti
- 1941-1945  Cesare Bertani
- 1945-1946 comitato di reggenza
- 1946-1947  Isidoro Bonini
- 1947-1948  Aldo Monti
- 1948-1951  Francesco Dotta e  Giuseppe Dotta
- 1951-1952  Stefano Del Buono
- 1952-1953  Francesco Dotta
- 1953-1954  Ugo Gianpietro (comm. straord.)
- 1954-1964  Stefano Del Buono
- 1964-1965  Giovanni Conti
- 1965-1966  Giovanni Gadolla (comm. straord.)
- 1966-1967  Aldo Dapelo
- 1967-1970  Giuseppe Tardini
- 1970-1971  Mario Rebuffa
- 1971-1972  Alfio Viola
- 1972-1975  Mario Briano
- 1975-1976  Mario Robbiano
- 1976-1977  Gaetano Chiarenza
- 1977-1978  Francesco Immobile
- 1978-1979  Michele Viano
- 1979-1980  Alessio Viano
- 1980-1981  Marino Del Buono
- 1981-1983  Leo Capello
- 1983-1985  Marino Del Buono
- 1985-1986  Franco Bartoli
- 1986-1987  Franco Quartaroli (pres. facente funzioni)
- 1987-1996  Enzo Grenno
- 1996-1997  Levati
- 1997  Valenti
- 1997-1998  Di Blasio
- 1998-1999  Gianfranco Montali e  Maurizio Montali
- 1999-2004  Benedetto Piro
- 2004-2007  Domenico Russo
- 2007-2009  Roberto Romani
- 2009-2011  Andrea Pesce
- 2011  Giuliano Pennisi
- 2011-2016  Aldo Dellepiane
- 2016-2019  Cristiano Cavaliere
- 2019-2020  Roberto Patrassi
- 2020  Sergio Sgubin
- 2020-2021  Enzo Grenno
- 2021-2022  Simone Marinelli
- 2022  Sebastiano Cannella
- 2022  Massimo Cittadino
- 2023-2024  Enrico Santucci
- 2024-  Alain Milani

## Palmarès

### Competizioni nazionali
- Coppa Italia Dilettanti: 1

1990-1991

### Competizioni interregionali
- Serie C: 2

1939-1940 (girone D), 1965-1966 (girone A)
- Serie D: 3

1958-1959 (girone A), 2001-2002 (girone A), 2009-2010 (girone A)
- Prima Divisione: 2

1931-1932 (girone D), 1933-1934 (girone E)

### Competizioni regionali
- Eccellenza: 1

1999-2000
- Promozione: 1

1988-1989 (girone A)
- Prima Categoria: 1

2024-2025 (girone B)
- Scudetto, Prima Categoria: 1

2024-2025
- Coppa Italia Dilettanti Liguria: 1

1999-2000

### Competizioni giovanili
- Campionato Allievi Nazionali: 1

2002-2003

### Altri piazzamenti
- Serie C:

Secondo posto: 1937-1938 (girone C), 1963-1964 (girone A)
Terzo posto: 1962-1963 (girone A), 1967-1968 (girone A)
- Lega Pro Seconda Divisione:

Terzo posto: 2012-2013 (girone A)
- Prima Divisione:

Secondo posto: 1932-1933 (girone D), 1934-1935 (girone D)
Terzo posto: 1929-1930 (girone A)
- Serie D:

Secondo posto: 1977-1978 (girone A), 2006-2007 (girone A)
Terzo posto: 1975-1976 (girone A), 2000-2001 (girone A), 2016-2017 (girone E), 2018-2019 (girone A)
- Scudetto Serie D:

Finalista: 2010
- Campionato Interregionale:

Secondo posto: 1991-1992 (girone D)
- Campionato Nazionale Dilettanti:

Terzo posto: 1994-1995 (girone A)
- Eccellenza:

Terzo posto: 1998-1999
- Promozione:

Secondo posto: 1956-1957 (girone A)
Terzo posto: 1955-1956 (girone A)
- Coppa Italia Serie C:

Semifinalista: 1981-1982
- Coppa Italia Serie D:

Semifinalista: 2000-2001

## Statistiche e record

### Partecipazione ai campionati
Campionati nazionali
| Livello | Categoria                                     | Partecipazioni | Debutto   | Ultima stagione | Totale |
| ------- | --------------------------------------------- | -------------- | --------- | --------------- | ------ |
| 1º      | Prima Divisione                               | 2              | 1921-1922 | 1922-1923       | 2      |
| 2º      | Seconda Divisione                             | 3              | 1923-1924 | 1925-1926       | 11     |
| 2º      | Prima Divisione                               | 2              | 1926-1927 | 1927-1928       | 11     |
| 2º      | Serie B                                       | 5              | 1940-1941 | 1966-1967       | 11     |
| 2º      | Serie B-C Alta Italia                         | 1              | 1945-1946 | 1945-1946       | 11     |
| 3º      | Prima Divisione                               | 7              | 1928-1929 | 1934-1935       | 34     |
| 3º      | Serie C                                       | 24             | 1935-1936 | 1973-1974       | 34     |
| 3º      | Lega Pro Prima Divisione                      | 1              | 2013-2014 | 2013-2014       | 34     |
| 3º      | Lega Pro                                      | 2              | 2014-2015 | 2015-2016       | 34     |
| 4º      | IV Serie                                      | 1              | 1952-1953 | 1952-1953       | 24     |
| 4º      | Campionato Interregionale - Seconda Categoria | 1              | 1957-1958 | 1957-1958       | 24     |
| 4º      | Campionato Interregionale                     | 1              | 1958-1959 | 1958-1959       | 24     |
| 4º      | Serie D                                       | 8              | 1974-1975 | 2019-2020       | 24     |
| 4º      | Serie C2                                      | 10             | 1978-1979 | 2003-2004       | 24     |
| 4º      | Lega Pro Seconda Divisione                    | 3              | 2010-2011 | 2012-2013       | 24     |
| 5º      | Campionato Interregionale                     | 5              | 1986-1987 | 1991-1992       | 19     |
| 5º      | Campionato Nazionale Dilettanti               | 6              | 1992-1993 | 1997-1998       | 19     |
| 5º      | Serie D                                       | 8              | 2000-2001 | 2009-2010       | 19     |

Percorso del Savona nelle sue 87 stagioni nelle leghe nazionali e interregionali della FIGC. Ai termini delle NOIF, sono considerati professionistici e concorrono alla tradizione sportiva savonese i 44 campionati di Serie B, C, C1, C2 e Lega Pro.
Campionati regionali
| Livello | Categoria         | Partecipazioni | Debutto   | Ultima stagione | Totale |
| ------- | ----------------- | -------------- | --------- | --------------- | ------ |
| 1º      | Prima Categoria   | 4              | 1913-1914 | 1920-1921       | 10     |
| 1º      | Promozione        | 4              | 1953-1954 | 1956-1957       | 10     |
| 1º      | Eccellenza        | 2              | 1998-1999 | 1999-2000       | 10     |
| 2º      | Seconda Categoria | 2              | 1910-1911 | 1911-1912       | 5      |
| 2º      | Promozione        | 1              | 1912-1913 | 1912-1913       | 5      |
| 2º      | Promozione        | 2              | 1988-1989 | 2025-2026       | 5      |
| 3º      | Terza Categoria   | 1              | 1909-1910 | 1909-1910       | 6      |
| 3º      | Prima Categoria   | 5              | 2020-2021 | 2024-2025       | 6      |

### Partecipazione alle coppe
| Competizione                    | Partecipazioni | Debutto   | Ultima stagione | Totale |
| ------------------------------- | -------------- | --------- | --------------- | ------ |
| Coppa Italia                    | 12             | 1926-1927 | 2014-2015       | 12     |
| Coppa Alta Italia               | 1              | 1946      | 1946            | 1      |
| Coppa Italia Semiprofessionisti | 5              | 1972-1973 | 1980-1981       | 18     |
| Coppa Italia Serie C            | 7              | 1981-1982 | 2003-2004       | 18     |
| Coppa Italia Lega Pro           | 6              | 2010-2011 | 2015-2016       | 18     |
| Coppa Italia Serie D            | 12             | 2000-2001 | 2019-2020       | 12     |
| Poule Scudetto                  | 2              | 2001-2002 | 2009-2010       | 2      |
| Coppa Italia Dilettanti         | 2              | 1990-1991 | 1999-2000       | 2      |
| Coppa Ottorino Mattei           | 1              | 1957-1958 | 1957-1958       | 1      |

### Statistiche di squadra
Il Savona (in 6 partecipazioni ufficiali ai campionati della massima serie) è piazzato al 35º posto nella classifica perpetua del campionato italiano di calcio dal 1898 al 1929, e, al momento, all'88º posto (6 partecipazioni ufficiali) nella classifica perpetua della Serie B.
La formazione ligure, nel corso della sua storia, ha disputato in totale sei campionati di massima serie. Infatti, oltre ai due campionati di Prima Divisione, ha preso parte anche a quattro campionati di Prima Categoria, che, sebbene fondati su gironi a livello regionale, erano il primo livello del campionato italiano di calcio dell'epoca.
I campionati di secondo livello disputati dai savonesi sono invece undici, comprendenti tre tornei di Seconda Divisione, due di Prima Divisione, cinque della più moderna e attuale Serie B e uno di Serie B-C Alta Italia, torneo post bellico.

### Statistiche individuali
Il primatista di presenze con la maglia del Savona è Valentino Persenda, con 317 partite giocate.
Il miglior cannoniere della storia savonese è invece Giorgio Borgo con 82 gol in 171 partite di campionato, mentre il miglior marcatore della squadra dal secondo dopoguerra è Francesco Virdis con 70 gol.
Il portiere Paolo Viviani, a metà anni novanta, stabilì il record di inviolabilità della porta: riuscì a non subire gol per 1004 minuti, mentre il portiere Simone Aresti segnò 2 reti nella stagione 2011-2012.
Di seguito le classifiche dei primatisti di presenze e reti (comprensive di campionato, Coppa Italia ed altre partite/tornei ufficiali):
| Record di presenze - 317 Valentino Persenda (1955-1967) - 286 Giulio Mariani (1953-1965) - 225 Paolo Viviani (1990-1997) - 214 Gino Vignolo (1945-1954) - 213 Franco Canepa (1967-1976) - 211 Osvaldo Verdi (1965-1971) - 192 Giovanni Cappelli (1945-1952) - 192 Vittorio Chicchiarelli (????-????) - 185 Armando Argenti (1932-1940) - 180 Carlo Pozzi (1964-1970) | Record di reti - 82 Giorgio Borgo (1929-1934, 1936-1939) - 70 Francesco Virdis (2012-2014, 2015-2016, 2018-2019) - 68 Giovanni Vanara (1930-1939) - 60 Vittorio Panucci (1964-1965, 1972-1975) - 59 Giovanni Cappelli (1945-1952) - 54 Umberto Mantero (1949-1952, 1957-1958) - 49 Pierino Prati (1966-1967, 1978-1979, 1979-1981) - 46 Giuseppe Calcagno (1932-1934, 1936-1939, 1945-1946) - 45 Ernesto Tomasi (1927-1930, 1940-1943) - 41 Marco Fazzi (1961-1963, 1967-1968) |

## Tifoseria

### Storia
Il tifo organizzato nella città di Savona nasce solo nel 1972 quando tre ragazzi allora quindicenni per spirito di emulazione degli altri gruppi di tifosi organizzati delle serie superiori fondarono gli Ultras Savona. Il gruppo con il passare degli anni si infoltì sempre di più arricchendosi di nuove leve. Per distinguersi dalle altre tifoserie organizzate gli Ultras Savona indossarono giacche militari mimetiche a chiazze tipiche dei para con cucito sulla schiena un teschio di produzione artigianale con la scritta Ultras.
Nel 1986, dopo molti anni di professionismo, con la retrocessione nel Campionato Interregionale gli ultras savonesi che seguivano da vicino la squadra cominciarono a diminuire pur mantenendo uno zoccolo duro. Con gli anni Novanta, a seguito dell'inizio della stagione delle diffide, la repressione da parte della polizia nei confronti dei tifosi savonesi si fece molto dura e dopo aver colpito alcuni capi ultras si decise di sciogliere il gruppo degli Ultras Savona. Successivamente venne creato un nuovo gruppo chiamato Vecchia Guardia dove la squadra venne seguita da un gruppo sempre meno numeroso che solo occasionalmente riuscì a ricompattarsi.
Nell'estate del 1999, con l'arrivo di Benedetto Piro alla guida del Savona, a seguito del ritrovato entusiasmo i gruppi della Vecchia Guardia e dei Fedayn decisero di riunirsi sotto il vecchio nome Ultras Savona e di riportare il vecchio striscione allo stadio. Attualmente i principali gruppi ultras biancoblù sono i Dolphins Supporters, gli Ultras Savona e Vecchio Stampo.

### Gemellaggi e rivalità
La tifoseria del Savona è gemellata dal 1986 con gli ultras dello Spezia oltre a quelli del Voghera e del Derthona, mentre mantiene rapporti di amicizia con gli Ultras Tito della Sampdoria, con i Samurai dell'Imperia e con i tifosi della Torres.
I tifosi savonesi nutrono una forte rivalità con i tifosi della Virtus Entella, del Tuttocuoio e della Massese, mentre altre rivalità vi sono con Sanremese, Genoa, Carrarese, Lucchese, Alessandria, Rapallo, Albenga e Casale.